# Campeonato Mundial de Ciclismo en Pista de 1931
El XXXIV Campeonato Mundial de Ciclismo en Pista se celebró en Copenhague (Dinamarca) entre el 21 y el 30 de agosto de 1931 bajo la organización de la Unión Ciclista Internacional (UCI) y la Federación Danesa de Ciclismo.
Las competiciones se realizaron en el Velódromo de Ordrup de la capital danesa. En total se disputaron 3 pruebas, 2 para ciclistas profesionales y 1 para ciclistas amateur.

## Medallistas

### Profesional
| Evento               | Oro                      | Plata                   | Bronce                    |
| -------------------- | ------------------------ | ----------------------- | ------------------------- |
| Velocidad individual | Willy Hansen Dinamarca   | Lucien Michard Francia  | Joseph Scherens · Bélgica |
| Medio fondo          | Walter Sawall · Alemania | Erich Möller · Alemania | Victor Linart · Bélgica   |

### Amateur
| Evento               | Oro                     | Plata                  | Bronce                         |
| -------------------- | ----------------------- | ---------------------- | ------------------------------ |
| Velocidad individual | Helger Harder Dinamarca | Willy Gervin Dinamarca | Anker Meyer Andersen Dinamarca |

## Medallero
| Núm. | País      | Oro | Plata | Bronce | Total |
| ---- | --------- | --- | ----- | ------ | ----- |
| 1    | Dinamarca | 2   | 1     | 1      | 4     |
| 2    | Alemania  | 1   | 1     | 0      | 2     |
| 3    | Francia   | 0   | 1     | 0      | 1     |
| 4    | Bélgica   | 0   | 0     | 2      | 2     |
|      | TOTAL     | 3   | 3     | 3      | 9     |